# Marlyse Hourtou
Marlyse Hourtou, född 29 juli 1996 i N'Djamena, är en tchadisk bågskytt. 

## Biografi
Marlyse Hourtou deltog vid olympiska sommarspelen 2020 där hon placerade sig på trettiotredje plats sammanlagt. Under mästerskapet där hon mötte An San från Sydkorea i första rundan så träffade hon en perfekt tia under det första setet, men blev besegrad i nästkommande tre set.
Marlyse Hourtou var Tchads flaggbärare under invigningsceremonin till spelen.